# In the Court of the Crimson King
In the Court of the Crimson King (с англ. — «При дворе Малинового (Алого)(Багрового) Короля») — дебютный студийный альбом британской группы King Crimson, выпущенный 10 октября 1969 года лейблом Island Records.
Альбом возглавляет список «25 лучших классических альбомов прогрессивного рока» по версии PopMatters, а журнал Classic Rock описал его как «один из самых ошеломляющих дебютов в истории рок-музыки». Также альбом занимает 2 место в списке «50 величайших прог-рок-альбомов всех времён» журнала Rolling Stone.
Этот диск оказал важное и необычайно сильное влияние на развитие психоделического рока, прогрессивного рока и хэви-метала. Альбом записан с исключительной музыкальностью, поэтикой текстов. В то время как одни рок-группы (например, Pink Floyd) были склонны к сочинению длинных композиций, а другие пытались вместить в рок-песню свободу джазовой формы (Фрэнк Заппа), в In the Court of the Crimson King группа использовала причудливую поэзию блейковских кошмаров, видений и предчувствий. Группу всегда относили к так называемому жанру «интеллигентного тяжёлого металла» (этому способствовало заявление Роберта Фриппа, что при создании группы у него была именно такая цель), и первый же их альбом создал этот жанр, а также продвинул музыкальную мысль вперёд сразу по нескольким фронтам.
Альбом открывается композицией «21st Century Schizoid Man» («Шизоид 21-го века»), характерной чертой которой является использование сильно искажённого вокала, нарочито монотонного механического ритма, пронзительно громкого саксофона и гитары. Ритм, заданный первой композицией, внезапно сменяется мягким мелодическим спокойствием «I Talk to the Wind» («Я говорю с ветром»). Воздушная психоделическая пьеса «Moonchild» («Лунное дитя») завершается импровизацией свободной формы. И в «Epitaph» («Эпитафия»), и в заглавной «The Court of the Crimson King» («Двор Малинового Короля») группа использовала в оркестровке меллотрон.

### Юбилейное издание 2009 года
В 2009 году альбом был переиздан на пяти CD, а также в формате DVD-Audio с многоканальным (5.1) звуком; над микшированием работал Стивен Уилсон из группы Porcupine Tree. Это был первый опыт Уилсона (на тот момент получившего номинацию на «Грэмми» за пространственно-звуковое микширование альбома Porcupine Tree «Fear of a Blank Planet») по пересведению альбома посторонней группы. Так, он исправил большую часть композиции «Moonchild», тихое звучание которой значительно заглушалось шипением магнитной ленты. Уилсона также привлекала возможность находить ранее не известные композиции или аранжировки: «Для меня альтернативные дубли не слишком интересны, хотя я понимаю, что есть люди, которые радостно слушали бы целый диск с черновыми студийными вариациями „21st Century Schizoid Man“. Что меня действительно воодушевляет, так это ситуации, реально привносящие в канон что-то новое».
«[Фрипп] сказал мне, что, по его мнению, традиционное представление о гениальности неверно в том смысле, что в мире есть артисты, перманентно являющиеся музыкальными гениями. Он считает, что гениальность посещает людей лишь на время, а затем их покидает. Он сказал, что в 1969 году группу King Crimson временно посетил дух гениальности, побудивший её сделать данную конкретную запись. Он не сказал, что остальные их записи не очень хороши, но подчеркнул, что данная конкретная - сродни волшебству. А потом дух гениальности перешёл, быть может, к Pink Floyd, записавшим «Dark Side of the Moon», или к кому-то ещё, кто в итоге добился гениального творческого прорыва. Это действительно интересно. Потому что, я думаю, нет таких исполнителей, которые хотя бы раз не опустились при записи альбома ниже своей эталонной планки, что уже само по себе не позволяет считать их гениями на все времена».

## Список композиций
Авторами композиций являются Роберт Фрипп, Иэн Макдональд, Грег Лейк, Майкл Джайлз и Питер Синфилд, кроме отмеченных отдельно.
| №   | Название | Длительность |
| --- | --- | ------------ |
| 1.  | «21st Century Schizoid Man» (ремикс Роберта Фриппа и Стива Уилсона с оригинальной мастер-ленты)                                | 7:24         |
| 2.  | «I Talk to the Wind» (ремикс Роберта Фриппа и Стива Уилсона с оригинальной мастер-ленты)                                       | 6:00         |
| 3.  | «Epitaph» (ремикс Роберта Фриппа и Стива Уилсона с оригинальной мастер-ленты)                                                  | 8:52         |
| 4.  | «Moonchild» (ремикс Роберта Фриппа и Стива Уилсона с оригинальной мастер-ленты)                                                | 9:02         |
| 5.  | «The Court of the Crimson King» (ремикс Роберта Фриппа и Стива Уилсона с оригинальной мастер-ленты)                            | 9:31         |
| 6.  | «Moonchild (full version)» (ремикс Роберта Фриппа и Стива Уилсона с оригинальной мастер-ленты)                                 | 12:15        |
| 7.  | «I Talk to the Wind (duo version)» (запись со студийных сессий)                                                                | 4:55         |
| 8.  | «I Talk to the Wind (alternative mix)» (запись со студийных сессий)                                                            | 6:36         |
| 9.  | «Epitaph (backing track)» (запись со студийных сессий)                                                                         | 9:05         |
| 10. | «Wind Session (extracts from the session that produced the intro to "21st Century Schizoid Man")» (запись со студийных сессий) | 4:31         |

| №   | Название | Длительность |
| --- | --- | ------------ |
| 1.  | «21st Century Schizoid Man» (ремастер 2004 года, произведённый с оригинального винилового издания 1969 года)     | 7:24         |
| 2.  | «I Talk to the Wind» (ремастер 2004 года, произведённый с оригинального винилового издания 1969 года)            | 6:04         |
| 3.  | «Epitaph» (ремастер 2004 года, произведённый с оригинального винилового издания 1969 года)                       | 8:49         |
| 4.  | «Moonchild» (ремастер 2004 года, произведённый с оригинального винилового издания 1969 года)                     | 12:13        |
| 5.  | «The Court of the Crimson King» (ремастер 2004 года, произведённый с оригинального винилового издания 1969 года) | 9:26         |
| 6.  | «21st Century Schizoid Man (early instrumental recording)»                                                       | 6:47         |
| 7.  | «I Talk to the Wind» (BBC session, from bootleg source)» (запись для BBC Radio 1)                                | 4:40         |
| 8.  | «21st Century Schizoid Man (BBC session, from a BBC transcription disc)» (запись для BBC Radio 1)                | 7:11         |
| 9.  | «The Court of the Crimson King (Part 1)» (сторона А винилового сингла)                                           | 3:22         |
| 10. | «The Court of the Crimson King (Part 2)» (сторона Б винилового сингла)                                           | 4:31         |

| №   | Название                                                                               | Длительность |
| --- | -------------------------------------------------------------------------------------- | ------------ |
| 1.  | «21st Century Schizoid Man (trio version – instrumental)» (запись со студийных сессий) | 7:08         |
| 2.  | «I Talk to the Wind (studio run-through)» (запись со студийных сессий)                 | 4:21         |
| 3.  | «Epitaph (alternative version)» (запись со студийных сессий)                           | 9:27         |
| 4.  | «Moonchild (take 1)» (запись со студийных сессий)                                      | 2:21         |
| 5.  | «The Court of the Crimson King (take 3)» (запись со студийных сессий)                  | 7:15         |
| 6.  | «21st Century Schizoid Man» (первичный стерео-микс Island Records)                     | 7:21         |
| 7.  | «I Talk to the Wind» (первичный стерео-микс Island Records)                            | 6:03         |
| 8.  | «Epitaph» (первичный стерео-микс Island Records)                                       | 8:56         |
| 9.  | «Moonchild» (первичный стерео-микс Island Records)                                     | 12:12        |
| 10. | «The Court of the Crimson King» (первичный стерео-микс Island Records)                 | 9:22         |

| №   | Название | Длительность |
| --- | --- | ------------ |
| 1.  | «21st Century Schizoid Man» (восстановленный бутлег, концерт в Гайд-Парке, Лондон, 5 июля 1969 года)          | 6:36         |
| 2.  | «The Court of the Crimson King» (восстановленный бутлег, концерт в Гайд-Парке, Лондон, 5 июля 1969 года)      | 6:31         |
| 3.  | «Get Thy Bearings» (восстановленный бутлег, концерт в Гайд-Парке, Лондон, 5 июля 1969 года)                   | 9:41         |
| 4.  | «Epitaph» (восстановленный бутлег, концерт в Гайд-Парке, Лондон, 5 июля 1969 года)                            | 4:29         |
| 5.  | «Mantra» (восстановленный бутлег, концерт в Гайд-Парке, Лондон, 5 июля 1969 года)                             | 3:05         |
| 6.  | «Travel Weary Capricorn» (восстановленный бутлег, концерт в Гайд-Парке, Лондон, 5 июля 1969 года)             | 5:38         |
| 7.  | «Mars» (восстановленный бутлег, концерт в Fillmore East, Нью-Йорк, ноябрь 1969 года)                          | 3:30         |
| 8.  | «The Court of the Crimson King» (восстановленный бутлег, концерт в Fillmore East, Нью-Йорк, ноябрь 1969 года) | 7:52         |
| 9.  | «A Man A City» (восстановленный бутлег, концерт в Fillmore East, Нью-Йорк, ноябрь 1969 года)                  | 12:19        |
| 10. | «Epitaph» (восстановленный бутлег, концерт в Fillmore East, Нью-Йорк, ноябрь 1969 года)                       | 8:32         |
| 11. | «21st Century Schizoid Man» (восстановленный бутлег, концерт в Fillmore East, Нью-Йорк, ноябрь 1969 года)     | 7:57         |

| №  | Название | Длительность |
| -- | --- | ------------ |
| 1. | «21st Century Schizoid Man» (моно-версия, использовавшаяся для раскрутки на американском радио)                              | 7:22         |
| 2. | «I Talk to the Wind» (моно-версия, использовавшаяся для раскрутки на американском радио)                                     | 6:04         |
| 3. | «Epitaph» (моно-версия, использовавшаяся для раскрутки на американском радио)                                                | 8:52         |
| 4. | «Moonchild» (моно-версия, использовавшаяся для раскрутки на американском радио)                                              | 12:13        |
| 5. | «The Court of the Crimson King» (моно-версия, использовавшаяся для раскрутки на американском радио)                          | 9:27         |
| 6. | «The Court of the Crimson King» (отредактированная моно-версия сингла, использовавшаяся для раскрутки на американском радио) | 2:20         |

## Участники записи
- Роберт Фрипп — гитара;
- Иэн Макдональд — орган, флейта, вибрафон, клавишные, меллотрон, вокал;
- Грег Лейк — бас-гитара, вокал;
- Майкл Джайлз — ударные, перкуссия, вокал;
- Питер Синфилд — тексты.